# Vaccination contre la Covid-19 au Kazakhstan
La vaccination contre la COVID-19 au Kazakhstan est une campagne  d'immunisation contre le SARS-CoV-2, le virus qui provoque la maladie de coronavirus 2019 (COVID-19), en réponse à la pandémie en cours.

## Contexte
Le Kazakhstan a créé son propre vaccin COVID-19, QazCovid-in, développé par l'Institut de recherche pour les problèmes de sécurité biologique. Le 7 avril 2021, le ministre de la Santé, Alexey Tsoi, a annoncé que le gouvernement kazakh avait demandé 4 millions de doses du vaccin russe Sputnik V, en plus de 2 millions de doses reçues précédemment en 2021 dans le cadre d'un programme de vaccination en cours avec QazCovid-in.